# Anchistrotus consentanea
Anchistrotus consentanea är en insektsart som beskrevs av Leon Fairmaire. Anchistrotus consentanea ingår i släktet Anchistrotus och familjen hornstritar. Inga underarter finns listade i Catalogue of Life.